# Der gelbe Stern – Die Judenverfolgung 1933–1945
Der gelbe Stern – Die Judenverfolgung 1933–1945 ist ein deutscher Dokumentarfilm aus dem Jahr 1980. Die Regiearbeit des Autors Dieter Hildebrandt war 1981 für den Oscar als „Bester Dokumentarfilm“ nominiert. Das Drehbuch beruht auf dem Buch Der gelbe Stern von Gerhard Schoenberner, erschienen im Rütten & Loening Verlag, Hamburg, aus dem Jahr 1960.

## Inhalt
Der Film beleuchtet die Verfolgung der jüdischen Bevölkerung im Deutschen Reich nach der Machtübernahme Hitlers und versucht, Antworten auf die arbeitshypothetische Frage zu finden, warum es so wenig Widerstand im deutschen Volk gegen die judenfeindlichen Maßnahmen gab, die zum Massenmord führten. Hildebrandt berichtet von selbstlosen Versuchen jüdischer Menschen, Widerstand gegen die Nazis zu leisten, und zeigt Bilder der sogenannten „Reichskristallnacht“. Auch mit den scheinbar friedlichen Zuständen im Warschauer Ghetto von 1940 bis zum Aufstand im Frühling 1943 beschäftigt sich der Film.

## Kritiken
Das Lexikon des internationalen Films urteilte: „Die Authentizität der Bilder in Verbindung mit dem zeitgeschichtlichen Hintergrund und Umfeld sowie seine intelligente und eindrucksvolle Präsentation geben dem Film einen hohen Informationswert, der mehr als nur Betroffenheit auslöst.“
Bei der Duisburger Filmwoche 1981 wurde der Film von den Zuschauern eher negativ beurteilt.

## Auszeichnungen und Nominierungen
Der gelbe Stern wurde 1981 für den Oscar als „Bester Dokumentarfilm“ nominiert. Der Produzent Bengt von zur Mühlen erhielt im Januar 1981 den Bayerischen Filmpreis.